# 로니 오티즈
로니 오티즈(Ronnie Ortiz, 1985년 12월 4일 ~ )은 미국의 배우이자 텔레비전 방송인으로, 《저지 쇼어》에 출연한 것으로 잘 알려져 있다.

## 출연 작품
- 저지 쇼어 (2009)